# پریکوبانسکی (آدیغیه)
پریکوبانسکی (به لاتین: Prikubansky) یک منطقهٔ مسکونی در روسیه است که در آدیغیه واقع شده‌است.